# Astidamia (filla de Pèlops)
Astidamia (en grec antic: Ἀστυδάμεια) va ser, segons la mitologia grega, una de les tres filles de Pèlops i Hipodàmia. Alguns autors l'anomenen Laònome, filla de Guneu, i d'altres Hipònome, filla de Meneceu, segons diu Apol·lodor.
Astidamia es va casar amb un fill de Perseu, Alceu. Hesíode diu d'Alceu: era comparable alo déus,i va fer que Astidamia fos una esposa fecunda». La Biblioteca d'Apol·lodor diu que d'aquesta unió van néixer Amfitrió i dues filles,  Anaxo i Perimede.